# Ludwigslust
Ludwigslust (phát âm tiếng Đức: [luːtvɪçsˈlʊst]) là một thị xã ở bang Mecklenburg-Vorpommern, Đức, khoảng cách 40 km về phía nam Schwerin. Đây là huyện lỵ huyện Ludwigslust.

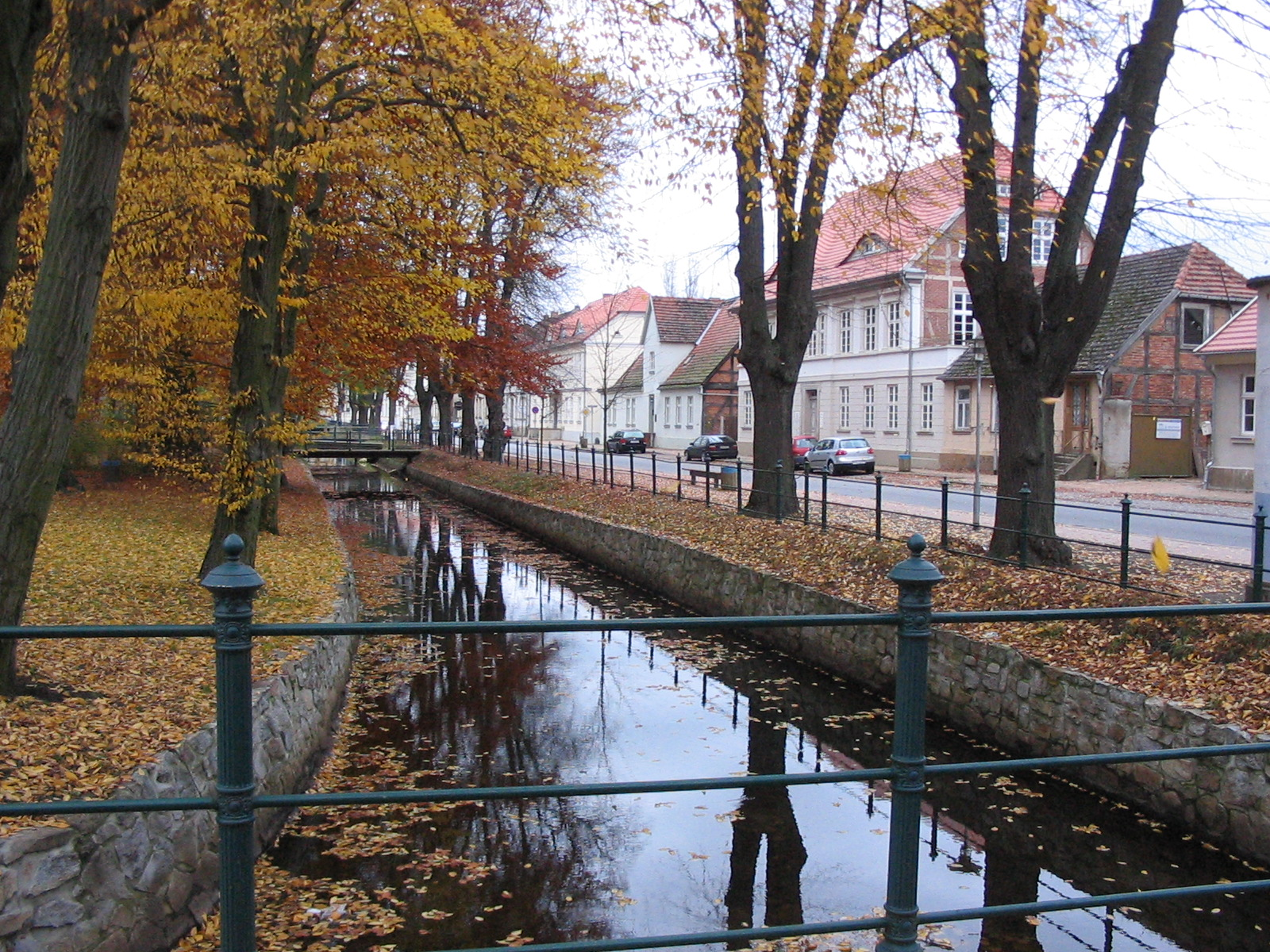
Ludwigslust

Năm 1724 Hoàng thân Ludwig, con trai Công tước Mecklenburg-Schwerin đã quyết định xây một nhà đi săn gần một làng nhỏ Klenow. Sau đó, ông đã lên làm Công tước và giành phần lớn thời gian tại khu nhà và gọi nó là Ludwigslust ("niềm vui của Ludwig"). Năm 1765, Ludwigslust đã trở thành thủ phủ của khu vực công tước thay vì Schwerin. Thị xã đã được mở rộng. Đến năm 1837 thì Đại công tước Paul Friedrich đã dời thủ phủ về Schwerin.
Trại tập trung Wöbbelin—đôi khi gọi là Trại tập trung Ludwigslust—đã được thiết lập bởi SS gần Ludwigslust năm 1945.

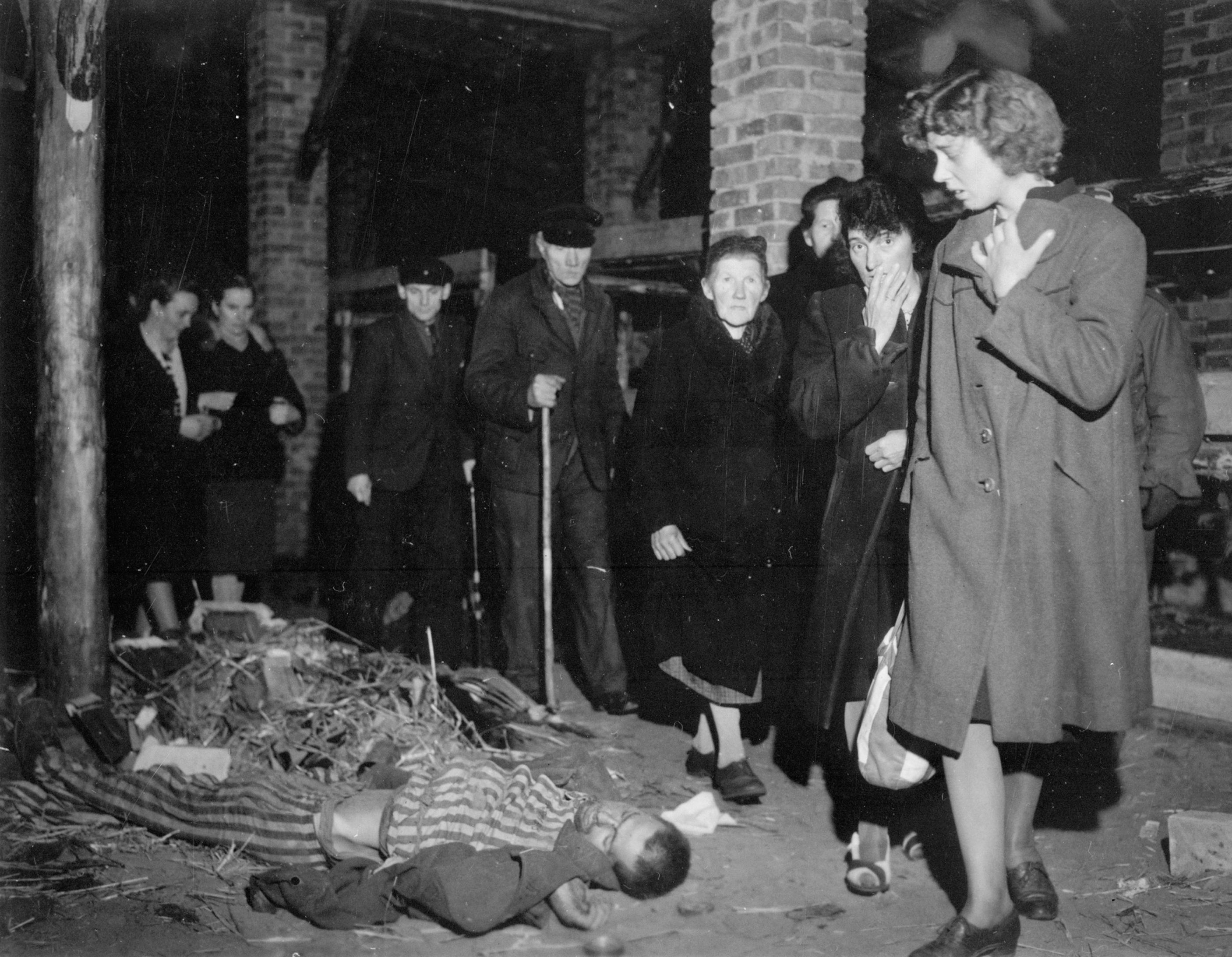
Công dân của Ludwigslust, Đức đang kiểm tra xem một trại tập trung theo lệnh của 82nd Airborne Division

Thị xã có Schloss Ludwigslust, một cung được xây giai đoạn 1772-1776, theo kế hoạch của Johann Joachim Busch. Thị xã có nhà thờ có phong cách tân cổ điển với ảnh hưởng của lối kiến trúc Baroque.

## Thị xã kết nghĩa
- Ahrensburg, Đức